# Paola Egonu
Paola Ogechi Egonu (* 18. Dezember 1998 in Cittadella) ist eine italienische Volleyballspielerin. 2024 gewann sie mit der italienischen Nationalmannschaft die olympische Goldmedaille.

## Karriere
Egonu spielte von 2014 bis 2016 in der italienischen Juniorinnen-Nationalmannschaft, mit der sie 2015 in Peru die U18-Weltmeisterschaft gewann. Seit 2015 ist die Diagonalspielerin Teil der A-Nationalmannschaft, mit der sie bei den Olympischen Spielen in Rio de Janeiro auf Platz neun landete. 2017 wurde sie Zweite beim World Grand Prix und 2018 in Japan Vizeweltmeisterin. Bei der Europameisterschaft 2019 in der Türkei erreichte sie den dritten Platz. 2021 wurde sie mit Italien Europameisterin. 2022 gewann sie die Nations League und erreichte bei der Weltmeisterschaft in Polen und Niederlande den dritten Platz.
Auf Vereinsebene spielte Egonu von 2013 bis 2017 in Rom beim Club Italia. Mit AGIL Volley Novara gewann sie 2018 und 2019 den italienischen Pokal sowie 2019 die europäische Champions League. Mit Imoco Volley Conegliano wurde sie 2019 Klubweltmeisterin und gewann 2020 erneut den nationalen Pokal.
Sie war Fahnenträgerin bei den Olympischen Spielen in Tokio 2021. Sie ist Werbeträgerin für die Edelmarke Armani. Sie war 2020 bis 2021 Co-Moderatorin der Satire-Sendung Le Iene und 2020 Synchronstimme für die italienische Vertonung des Oscar-gekrönten Films Soul.
Nach der WM 2022 berichtete sie über rassistische Anfeindungen. Im Jahr 2024 verklagte sie den Politiker Roberto Vannacci, der ihr in einem Buch das Italienertum (italianità) absprach.
2024 gewann Egonu mit der italienischen Volleyballnationalmannschaft die olympische Goldmedaille in Paris. Für ihre Leistungen wurde sie als wertvollste Spielerin (MVP) ausgezeichnet.

## Privates
Egonu ist die Tochter zweier nigerianischer Einwanderer. Im November 2018 machte sie in einem Interview für Corriere della Sera ihre Beziehung zu ihrer Freundin öffentlich. Sie war mit der polnischen Volleyballspielerin Katarzyna Skorupa verpartnert. 2022 gab Egonu bekannt, dass sie mit dem polnischen Volleyballspieler Michał Filip liiert ist und erklärte: „Ich mag Menschen, das Geschlecht spielt keine Rolle. Fragen Sie mich nicht, ob es ein Mann oder eine Frau ist, spielt keine Rolle. Ich bin verliebt.“

## Ehrungen
Egonu wurde mehrfach als „Wertvollste Spielerin “ (MVP), „Beste Außenangreiferin“ bzw. „Beste Diagonalangreiferin“ ausgezeichnet.
Die Zeitung La Repubblica kürte sie zur „Frau des Jahres“ 2019.